# Ерастов, Степан Иванович
Степа́н Ива́нович Ера́стов (20 декабря 1856, Екатеринодар — 13 апреля 1933, Сухуми) — украинский общественно-политический деятель, деятель украинского культурного движения на Кубани, один из основателей Украинской Центральной рады. Член Украинской Центральной рады.

## Биография
Родился в Екатеринодаре 19 декабря 1856 года в семье священника. Отец — Иоанн Ерастов был русским, мать была кубанской казачкой, происходившей из Запорожья.
Среднее образование получил в Ставропольском гимназии. Во время обучения примкнул к рядам народовольческого движения.
Поступил на математическом факультете Киевского университета, вступил в нелегальное революционное общество «Киш», за что был исключен из университета как «неблагонадежный». Продолжил обучение на юридическом факультете Петербургского университета, который и окончил.
В 1882 году был арестован за связи с народниками. После пребывания в различных тюрьмах три года прожил в ссылке в Казахстане. В августе 1886 года ему удалось вернуться на Кубань.
Живя на Кубани активно занимался общественной и политической деятельностью. При его содействии в 1901 году в Екатеринодаре было создано местное отделение Революционной украинской партии.
Принимал участие в революции 1905—1906 годов, основал типографию революционной литературы. В 1906 году добился открытия кубанского отделения общества Просвещения.
В 1917 году был избран членом Украинской Центральной рады как делегат от Кубани.
В апреле 1917 года как старейший украинский деятель был избран председателем Всеукраинского национального конгресса.
В начале 1920-х годов вернулся на Кубань, писал мемуары, которые выборочно печатались в украинских академических журналах.
Умер 13 апреля 1933 года в городе Сухуми.